# Gmina Wapno
Die Gmina Wapno [ˈvapnɔ] ist eine Landgemeinde  im Powiat Wągrowiecki der Woiwodschaft Großpolen in Polen. Ihr Sitz ist das gleichnamige Dorf mit etwa 1700 Einwohnern.

## Geographie
Die Gemeinde liegt im Norden der Woiwodschaft und grenzt im Norden und Osten an die Woiwodschaft Kujawien-Pommern. Die Kreisstadt Wągrowiec (deutsch Wongrowitz) liegt etwa 20 Kilometer südwestlich. Nachbargemeinden sind Kcynia im Norden, Żnin im Osten, Damasławek im Süden und Gołańcz im Westen. 

## Geschichte
Von 1975 bis 1998 gehörte die Gemeinde zur Woiwodschaft Piła.

## Gliederung
Die Landgemeinde (gmina wiejska) Wapno umfasst neun Orte und neun Schulzenämter (sołectwa). Der Hauptort Wapno und Wapno-Osiedle werden durch die Schulzenämter Wapno Południe (Süd) und Wapno Północ (Süd) verwaltet. Die Ortschaften sind (Amtliche deutsche Namen aus preußischer Zeit (1815–1920) und aus der Zeit der deutschen Besetzung im Zweiten Weltkrieg (1939–45)):
| Name          | deutscher Name (1815–1919) | deutscher Name (1939–45)              |
| ------------- | -------------------------- | ------------------------------------- |
| Aleksandrowo  | Alexandrowo                | Alexander                             |
| Graboszewo    | Graboschewo                | Grawen                                |
| Komasin       | Klemkenhof                 | Klemkenhof                            |
| Podolin       | Podolin                    | 1939–44 Podolin 1944–45 Salzberg      |
| Rusiec        | Rusiec                     | Ruschetz                              |
| Srebrna Góra  | Srebnagora                 | 1939–44 Srebnagora 1944–45 Silberberg |
| Stołężyn      | Stolenschin                | Hundertwiesen                         |
| Wapno         | Wapno                      | 1939–45 Wapno 1943–45 Salzhof         |
| Wapno-Osiedle | Neu Wapno                  | 1939–45 Neu Wapno 1944–45 Neusalzhof  |

## Gemeindepartnerschaft
- Amelinghausen, Niedersachsen

## Verkehr
An der Bahnstrecke Oleśnica–Chojnice bestanden die Bahnhöfe Wapno und Rusiec.